# Huntington (filme)
Huntington é um futuro filme americano de suspense e humor negro escrito e dirigido por John Patton Ford. O roteiro foi vagamente inspirado no filme de 1949 Kind Hearts and Coronets, de Robert Hamer e John Dighton. Glen Powell estrela o filme, junto com Margaret Qualley e Ed Harris.

## Elenco
- Glen Powell como Becket Redfellow
- Margaret Qualley
- Ed Harris
- Jessica Henwick
- Zach Woods
- Topher Grace
- Raff Law
- Bill Camp

## Produção
O roteiro de Ford apareceu originalmente na Black List de 2014 sob o título Rothchild. Em 2019, Jon S. Baird assinou para dirigir o filme, com Shia LaBeouf e Mel Gibson estrelando.
O desenvolvimento do filme foi retomado em março de 2023, com planos para Ford dirigir o próprio filme. O filme, agora renomeado Huntington, foi supostamente inspirado no filme de 1949 Kind Hearts and Coronets de Robert Hamer e John Dighton.  Em janeiro de 2024, Glen Powell foi escalado para o papel principal, e Margaret Qualley e Ed Harris se juntaram em maio de 2024. Jessica Henwick, Topher Grace, Zach Woods, Raff Law e Bill Camp se juntaram ao elenco em junho de 2024, com o início das gravações.